# Dorfkirche Koßdorf

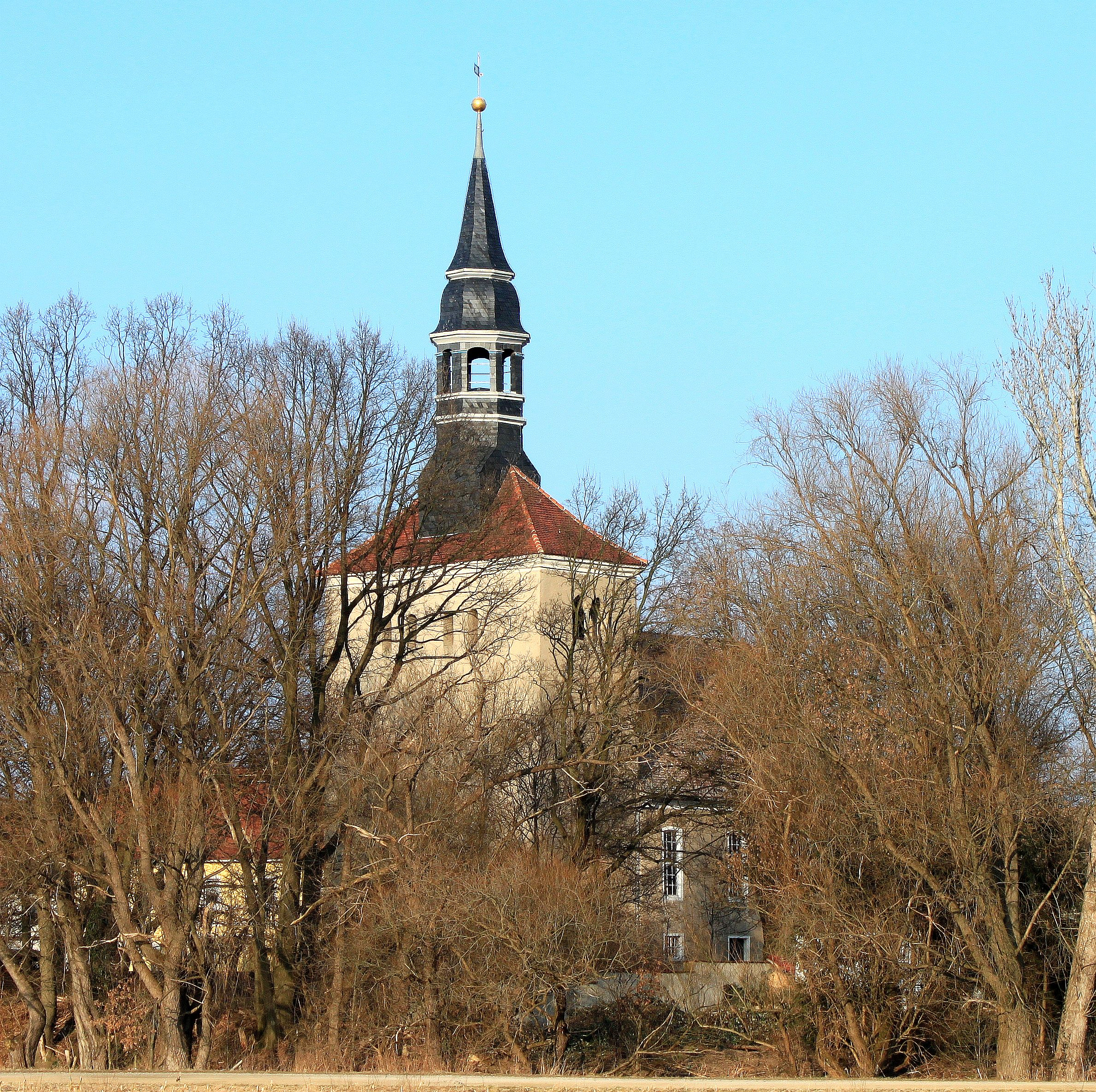
Dorfkirche Koßdorf

Die evangelische Dorfkirche Koßdorf ist ein Kirchengebäude im Ortsteil Koßdorf der Kleinstadt Mühlberg/Elbe im südbrandenburgischen Landkreis Elbe-Elster. Hier ist die Kirche im Ortszentrum zu finden. Das Bauwerk steht heute unter Denkmalschutz.

## Baubeschreibung und -geschichte
Im Jahre 1251 wurde die Koßdorfer Kirche urkundlich erstmals als Filialkirche von Altbelgern erwähnt.
Bei der heutigen Koßdorfer Kirche handelt es sich um einen im Kern spätromanischen verputzten Saalbau aus Backstein mit mächtigem Westquerturm aus der Mitte des 13. Jahrhunderts. Im Osten des im Jahre 1736 neu errichteten Kirchenschiffs schließt sich eine aus der Bauzeit stammende halbrunde Apsis an. Der mit einem Zeltdach versehene Turm besteht aus Backstein und Raseneisenstein. Ihm ist mittig ein Dachreiter mit oktogonaler, offener Laterne und Turmuhr aufgesetzt. Gut zu erkennen sind die gepaarten Schallfenster im Obergeschoss des Turms, welches als Glockenstube dient. Im Inneren der Kirche sind sie durch die Orgel verbaut. Im Norden des Kirchenschiffs befindet sich ein aus dem 18. Jahrhundert stammender zweigeschossiger Anbau, welcher die Sakristei und eine Patronatsempore aufnimmt. Im Norden und Süden sind neugotische Vorhallen zu finden.

## Ausstattung (Auswahl)
Das schlicht gestaltete Innere der Kirche ist von einer Putzdecke und einer Hufeisenempore geprägt. Die Apsis ist überkuppelt. Zum Inventar zählt ein aus der ersten Hälfte des 18. Jahrhunderts stammendes lebensgroßes Kruzifix.
Die von 1846 bis 1848 vom Delitzscher Orgelbaumeister Gottlieb Müller geschaffene Orgel verfügt über eine mechanische Schleiflade, zwei Manuale, einundzwanzig Register und ein selbstständiges Pedal. Wie eine 2001 entdeckte Gravur an einer der Orgelpfeifen belegt, übernahm Müller bei der Errichtung dieser Orgel ein ganzes Register von Zinnpfeifen vom Meißner Orgelbauer Johann Ernst Hähnel (1697–1777). Die Koßdorfer Orgel wurde Ende des Zweiten Weltkrieges schwer beschädigt, wodurch sie zwischenzeitlich unbespielbar war. 2001 wurde das Instrument von der Bad Liebenwerdaer Orgelbaufirma Voigt restauriert und ist seither wieder bespielbar.

## Behindertenrüstzeit Koßdorf
Die heute zum Evangelischen Pfarrbereich „Mühlberg/Elbe und Koßdorf“ zählende Koßdorfer Kirchgemeinde ist von mehreren Jahrzehnten Behindertenarbeit geprägt. Im Rahmen einer Rüstzeit wird es mit Unterstützung von zahlreichen ehrenamtlichen Helferinnen und Helfern seit 1973 jährlich behinderten Menschen ermöglicht, in Koßdorf Urlaub zu verbringen. Während der mehrwöchigen Veranstaltung werden unter anderem Ausflüge, Sportfeste, Filmabende und Gottesdienste angeboten. Auf diese Art und Weise können die Teilnehmer abwechslungsreiche Tage fernab ihres gewohnten Alltages erleben. Die Teilnehmer kommen überwiegend aus den Bundesländern Sachsen-Anhalt, Brandenburg, Sachsen und Thüringen, aber zum Teil auch aus entlegeneren Orten Deutschlands.